# 12027 Masaakitanaka
12027 Masaakitanaka (tên chỉ định: 1997 AB5) là một tiểu hành tinh vành đai chính. Nó được phát hiện bởi Naoto Sato ở Đài thiên văn Chichibu ngày 3 tháng 1 năm 1997. Nó được đặt theo tên Masaaki Tanaka, nhà thiên văn học nghiệp dư Nhật Bản.